# Senat Suhr
Der Senat Suhr war vom 22. Januar 1955 bis 3. Oktober 1957 die Regierung von West-Berlin. Nach dem Tod Otto Suhrs übernahm Bürgermeister Amrehn kommissarisch die Amtsgeschäfte des Regierenden Bürgermeisters, bis am 3. Oktober 1957 Willy Brandt zum neuen Regierenden Bürgermeister gewählt wurde.
| Amt                                                                | Name               | Partei | Partei |
| ------------------------------------------------------------------ | ------------------ | ------ | ------ |
| Regierender Bürgermeister                                          | Otto Suhr          |        | SPD    |
| Bürgermeister                                                      | Franz Amrehn       |        | CDU    |
| Senator für Arbeit und Sozialwesen                                 | Heinrich Kreil     |        | CDU    |
| Senator für Bau- und Wohnungswesen                                 | Rolf Schwedler     |        | SPD    |
| Senator für Bundesangelegenheiten und für Post- und Fernmeldewesen | Günter Klein       |        | SPD    |
| Senator für Finanzen                                               | Friedrich Haas     |        | CDU    |
| Senator für Gesundheitswesen                                       | Hans Schmiljan     |        | CDU    |
| Senator für Inneres                                                | Joachim Lipschitz  |        | SPD    |
| Senatorin für Jugend und Sport                                     | Ella Kay           |        | SPD    |
| Senator für Justiz                                                 | Valentin Kielinger |        | CDU    |
| Senator für Verkehr und Betriebe                                   | Otto Theuner       |        | SPD    |
| Senator für Volksbildung                                           | Joachim Tiburtius  |        | CDU    |
| Senator für Wirtschaft und Kredit                                  | Paul Hertz         |        | SPD    |